# Songon Football Club
Maillots
Songon FC est un club ivoirien de football basé à Songon.

## Histoire
Songon Football Club est un club de football de Côte d’Ivoire basé à Songon. Il évolue lors de la saison 2019-2020 en 2ème Division du championnat Ivoirien. Songon Football Club a été fondé en 2005 par Akré Benoit, opérateur économique.